# Seznam komiksů Rychlých šípů
Seznam komiksů Rychlých šípů Jaroslava Foglara čítá 314 barevných komiksových příběhů a černobílé i barevné komiksy podle knih Stínadelské trilogie.
Podle filmu Záhada hlavolamu vznikl i fotokomiks.

## Základní komiksy Rychlých šípů

### Kánon
1. Černí jezdci řádí (1. verze)
2. Černí jezdci se mstí (1. verze)
3. V doupěti Černých jezdců (1. verze)
4. Černí jezdci neumějí prohrávat (1. verze)
5. Černí jezdci dychtí po vlajce (1. verze)
6. Rychlé šípy mají dobrá srdce
7. Černí jezdci jsou potrestáni (1. verze)
8. Černí jezdci opět poraženi (1. verze)
9. Černí jezdci ruší schůzku (1. verze)
10. Černí jezdci se smiřují (1. verze)
11. Rychlé šípy v podzemí
12. Rychlé šípy hledají poklad
13. Rychlé šípy ve službách zákona
14. Rychlé šípy pátrají
15. Rychlé šípy na výpravě
16. Rychlé šípy zachraňují kamaráda
17. Rychlé šípy se vozí
18. Rychlé šípy mají neklidnou noc
19. Rychlé šípy chytají zloděje
20. Rychlé šípy se sázejí
21. Rychlé šípy konají dobro
22. Rychlé šípy závodí
23. Mirek Dušín je odškodněn
24. Rychlé šípy na pramici
25. Rychlé šípy trestají Piráty
26. Rychlé šípy nalézají Pátka
27. Rychlé šípy na prázdniny
28. Rychlé šípy ztroskotají
29. Rychlé šípy plaší pytláky (1. verze)
30. Rychlé šípy se předstihují
31. Rychlé šípy luští tajemství
32. Rychlé šípy najdou rezivý klíč
33. Rychlé šípy objevují hrob
34. Rychlé šípy robí šlapohyb
35. Rychlé šípy bez klubovny
36. Rychlé šípy na pokraji záhad
37. Síť záhad se zatahuje
38. Tajemství dvoukoláku
39. Rychlé šípy pátrají ve sklepě
40. Rychlé šípy na omylu
41. Rychlé šípy hrají divadlo (1. verze)
42. Rychlé šípy v redakci
43. Rychlé šípy a samoletka
44. Rychlé šípy hlídají trať
45. Rychlé šípy nadělují
46. Rychlé šípy na strágule
47. Rychlé šípy loví bobříky
48. Rychlé šípy shánějí desky
49. Rychlé šípy o třech králích
50. Rychlé šípy sáňkují
51. Rychlé šípy na Černém potoce
52. Rychlé šípy ve zbořeném mlýně
53. Rychlé šípy na stopě tuláka
54. Rychlé šípy zachraňují člověka
55. Rychlé šípy dobývají pevnost
56. Rychlé šípy na zimním stadionu
57. Rychlé šípy odklízejí sníh
58. Rychlé šípy proti Dlouhému Bidlu
59. Dlouhé Bidlo kuje pomstu
60. Dlouhé Bidlo hledá kočičí pracku
61. Rychlé šípy pod vlivem kočičí pracky
62. Rychlé šípy u kočičího hrobu
63. Rychlé šípy vracejí talisman
64. Rychlé šípy modelaří
65. Rychlé šípy prijímají nováčka
66. Rychlé šípy cvičí sebeovládání
67. Rychlé šípy maminkám
68. Rychlé šípy v nebezpečí
69. Rychlé šípy a trosečníci
70. Rychlé šípy a bobřík mlčení
71. Rychlé šípy v Pískových skalách
72. Rychlonožka vítězí nad přesilou
73. Rychlé šípy v cizím táboře
74. Rychlé šípy v obležení
75. Rychlé šípy v rachotu hromů
76. Jindra Hojer visí nad propastí
77. Jindra Hojer uniká vzdušnou cestou
78. Rychlé šípy u vodotrysku
79. Rychlé šípy a rozjetý vůz
80. Rychlé šípy v nákladním vagoně
81. Rychlé šípy a vlakoví zloději
82. Rychlé šípy škádlí Rychlonožku
83. Rychlé šípy napravují kamaráda
84. Rychlé šípy čtou dopis z láhve
85. Rychlé šípy a rozpadlý klub M. h.
86. Rychlé šípy v objetí kouzel
87. Rychlé šípy pozorují Jeremiášku
88. Rychlé šípy se prozrazují
89. Rychlé šípy a strašidlo
90. Rychlé šípy ničí knihu kouzel
91. Rychlé šípy v ohni pátrání
92. Rychlé šípy slaví Vánoce
93. Rychlé šípy a první led
94. Rychlé šípy staví sněhuláka
95. Rychlé šípy na zatáčkách
96. Rychlé šípy hledají Tondu Pírka
97. Rychlé šípy pomáhají Tondovi Pírků
98. Tonda Pírko v chlapeckém domově
99. Tonda Pírko volá Rychlé šípy
100. Rychlé šípy se dorozumí s Tondou
101. Rychlé šípy usvědčují Tyrana
102. Rychlé šípy a ježek v kleci
103. Rychlé šípy objevují psí hřbitov
104. Rychlé šípy pronásledovány pomatencem
105. Rychlé šípy na stavbě silnice
106. Rychlé šípy stěhují pohovku
107. Rychlé šípy ukazují své umění
108. Rychlé šípy u výbuchu patrony (2. verze)
109. Rychlé šípy zkoušejí nového člena (2. verze)
110. Rychlé šípy vítají Mirka Dušína (2. verze)
111. Rychlé šípy pronásledují Bambuse (2. verze)
112. Rychlé šípy zachraňují kočku (2. verze)
113. Rychlé šípy s bednou provazů (2. verze)
114. Rychlé šípy pletou sítě (2. verze)
115. Rychlé šípy na výzkumech (2. verze)
116. Rychlé šípy ve skalním obydlí
117. Rychlé šípy prchají ze skal
118. Pískloun a Tlouštík jdou za příhodami
119. Pískloun a Tlouštík udělali objev
120. Pískloun a Tlouštík ve spárech Bratrstva
121. Tlouštík odvlečen v neznámo
122. Tlouštík uniká Bratrstvu kočičí pracky
123. Rychlé šípy dostávají výstrahu
124. Rychlé šípy zvou Tlouštíka
125. Rychlé šípy vystopovány
126. Rychlé šípy jdou na trilobity
127. Rychlé šípy vítězí nad Bratrstvem
128. Rychlé šípy na pouti
129. Rychlé šípy na svatodušní výpravě
130. Podivná návštěva ze tmy
131. Na pomoc zajatci
132. Rychlé šípy na nepřátelském ostrově
133. Rychlé šípy bojují na rybníce
134. Rychonožka v říši snů
135. Rychlé šípy svědky neštěstí
136. Rychlé šípy na žňových pracech
137. Rychlé šípy na honbě za pašíkem
138. Rychlé šípy staví chatu
139. Rychlé šípy v nebezpečí smrti
140. Rychlé šípy poctivými nálezci
141. Rychlé šípy šíří klubovní myšlenku
142. Rychlé šípy u záchranné brzdy
143. Rychlé šípy vnikají do chlapeckého domova
144. Rychlé šípy pronásledovány vrátným
145. Rychlé šípy v boji s nočními můrami
146. Rychlé šípy zneškodňují noční můry
147. Rychlé šípy a třída Jarky Metelky
148. Kočičí pracka chystá léčku
149. Bratrstvo kočičí pracky jásá
150. Bratrstvo kočičí pracky stíhá trest
151. Nadílka opuštěným dětem
152. Příhoda s dědou Sehnoutků
153. Trochu sněhu neškodí!
154. Po klouzačce k neznámému cíli
155. Rychlé šípy v komediantském voze
156. Provazolezcovým dětem pomoženo
157. Trampoty s Metráčkem
158. Nebezpečný sport
159. Vysvědčení – úřední listina!
160. Rychlonožka – krasobruslař
161. O klubovny je nouze
162. Neznámý škůdce
163. Rychlé šípy cvičí
164. Rychlé šípy na večerní hlídce
165. Výprava za Vildou Drabšíkem
166. Rychlé šípy v hořícím domě
167. Skok do plachty
168. Strážci tajemné knihy
169. Honba za odcizenou knihou
170. Tajemství knihy rozluštěno!
171. Rychlé šípy na Hadím vrchu
172. Rychlé šípy přes rozvodněný potok
173. Potápníci vyzývají k boji
174. Boj s Potápníky začíná
175. Ukořistění vlajky Potápníků
176. Dva čluny ztraceny
177. Bojová hra končí
178. Nevolej žertem o pomoc!
179. Rychlé šípy na vodní skluzavce
180. Rychlonožka nastupuje do učení
181. Rychlonožka na podivné stopě
182. Rychlé šípy pátrají po kole
183. Rychlonožka je prozrazen
184. Rychlé šípy sledují Tyčku a spol.
185. Rychlé šípy a létající kolo
186. Rychlé šípy brání svůj znak
187. Rychlé šípy proti Podkovákům
188. Rychlé šípy se připravují na boj
189. Rychlé šípy v bitevní vřavě
190. Rychlé šípy vnikají do pevnosti
191. Rychlé šípy za naříkajícím hlasem
192. Rychlé šípy získávají Kuliferdu
193. Rychlé šípy utíkají s Kuliferdou
194. Rychlé šípy varují před tenkým ledem
195. Rychlé šípy kupují vánoční dárky
196. Rychlonožkův Štědrý večer
197. Rychlé šípy posypávají chodníky
198. Rychlé šípy jedou na zimní výpravu
199. Rychlé šípy mají noční návštěvu
200. Rychlé šípy a Jindrovy lyže
201. Rychlé šípy na sáňkařské závody
202. Rychlé šípy dovedou prohrávat
203. Jindra Hojer zachráněn před smrtí
204. Jindra Hojer v nesnázích
205. Rychlé šípy a nečinný klub
206. Rychlé šípy svědky zlého činu
207. Rychlé šípy sbírají poštovní razítka
208. Rychlé šípy v biografu
209. Rychlé šípy jdou za uprchlíky
210. Rychlé šípy na správné stopě
211. Rychlé šípy vracejí uprchlíky
212. Rychlé šípy prohánějí šmelináře
213. Rychlé šípy mají svátek
214. Rychlé šípy na kolečkových bruslích
215. Rychlé šípy a soutěž obratnosti
216. Rychlé šípy začínají hru O totem
217. Rychlé šípy objevují totem
218. Rychlé šípy vítězí ve hře O totem
219. Rychlé šípy a střelná zbraň
220. Rychlonožka ve snu vynálezcem
221. Rychlé šípy radí: Nepijte na ovoce!
222. Rychlé šípy staví obojživelný vůz (2. verze)
223. Bratrstvo kočičí pracky trochu navlhlo (2. verze)
224. Bratrstvo kočičí pracky plánuje pomstu
225. Rychlé šípy nikdo nedoběhne
226. Rychlé šípy pomáhají starým lidem
227. Rychlé šípy v Údolí záhad
228. Cesta do záhadného domu
229. Jindra s Červenáčkem uvězněni
230. Rychlé šípy vymýšlejí závody
231. Rychlé šípy si vydělávají peníze
232. Rychlé šípy nesou plechovku desetníků
233. Rychlonožkův indiánský sen
234. Rychlonožka u kůlu smrti
235. Rychlé šípy a Podfukář
236. Rychlé šípy chrání Podfukáře
237. Rychlé šípy žijí Modrým životem
238. Rychlé šípy v podezření
239. Rychlé šípy mají dobrou pověst, ale...
240. Rychlé šípy prokazují svou nevinu
241. Rychlé šípy na sjezdu klubů
242. Rychlé šípy hledají Kondory
243. Rychlé šípy v zajetí Kondorů
244. Rychlé šípy a tajemství Kondorů
245. Rychlé šípy závodí ve zručnosti
246. Rychlé šípy před známkařskou záhadou
247. Rychlé šípy odhalují podvod
248. Rychlé šípy skládají zprávu na nosech
249. Rychlé šípy sestupují do dolních ulic
250. Rychlé šípy hledají hocha se žlutým kolem
251. Rychlé šípy se vzdávají odměny
252. Strýček Tadeáš Rychlým šípům
253. Rychlé šípy a vykradač chat
254. Rychlé šípy proti ozbrojenému lupiči
255. Rychlé šípy těší nemocného chlapce
256. Rychlé šípy sledují oběh koruny
257. Rychlé šípy jedou do neznámé čtvrti
258. Rychlé šípy bojují o 46 lahví
259. Rychlé šípy dělají hru Číslované lístečky
260. Rychlé šípy střeží výstavku
261. Rychlé šípy hledají neznámého vetřelce
262. Rychlé šípy ztrácejí svou klubovnu
263. Rychlé šípy před těžkým rozhodnutím
264. Rychlé šípy tajně varovány
265. Rychlé šípy zaskočeny Jardou Murkačem
266. Rychlé šípy se rozcházejí z Murkačovci
267. Rychlé šípy opět pod vlastní střechou
268. Rychlé šípy na nebezpečné sanici
269. Rychlé šípy plní záhadnou výzvu
270. Rychlé šípy dostávají vánoční nadílku
271. Rychlé šípy nosí v zimě čepice
272. Rychlé šípy mají v klubu jasnovidce
273. Rychlé šípy zastavují tramvaj
274. Rychlé šípy proti tlupě tuláků
275. Rychlé šípy v ledovém stavení
276. Rychlé šípy zápolí s Jedovatým dědkem
277. Rychlé šípy se odvažují znovu do sklepa
278. Rychlé šípy zachycují stopu po Fan-Tanu
279. Rychlé šípy končí honbu za Fan-Tanem
280. Rychlé šípy bojují proti kouření
281. Rychlé šípy unikají potupě
282. Rychlé šípy dávají nocleh Potápníkům
283. Rychlé šípy jdou na most pro své věci
284. Rychlé šípy bojují o svou vlajku
285. Rychlé šípy vypisují Jarkovu soutěž
286. Rychlonožka ve snu ředitelem školy
287. Jindrovo neuvážené počínání
288. Rychlé šípy se skrývají hlídačům
289. Rychlé šípy se ospravedlňují
290. Rychlé šípy v roli detektivů
291. Rychlé šípy běží za zloději kufrů
292. Rychlé šípy se vydávají na skalní říčku
293. Rychlé šípy ve vodní pasti
294. Rychlé šípy hledají únik z jeskyně
295. Rychlé šípy se zachraňují
296. Rychlé šípy ztrácejí člena
297. Rychlé šípy mají výjimečně štěstí
298. Rychlé šípy válčí na kolejích
299. Rychlé šípy vynalézají novou zábavu
300. Rychlé šípy jezdí na pětikolu
301. Rychlé šípy jedou na přehradu
302. Rychlé šípy běží za hradním strašidlem
303. Rychlé šípy osvobozují Bílou paní
304. Rychlé šípy vidí tajemné světlo
305. Rychlé šípy prohledávají hrad
306. Rychlé šípy otvírají hradní hrobku
307. Rychlé šípy zachraňují Dlouhé Bidlo
308. Rychlé šípy na podivném autostopu
309. Rychlé šípy v hořícím stohu
310. Rychlé šípy končí noční dobrodružství
311. Rychlé šípy pouštějí lodičky
312. Rychlé šípy podstupují drnovou bitvu
313. Rychlé šípy řeší zamotaný spor
314. Rychlé šípy oslavují výhru

### Mimo kánon
překreslené díly
| 1. Černí jezdci řádí (2. verze) 2. Mirek osvobozuje Jarku (3. a přejmenovaná verze) 3. Černí jezdci se mstí (2. verze) 4. Přistupuje Jindra Hojer (3. a přejmenovaná verze) 5. V doupěti Černých jezdců (2. verze) 6. Černí jezdci neumějí prohrávat (2. verze) 7. Černí jezdci neumějí prohrávat (3. verze) 8. Černí jezdci dychtí po vlajce (2. verze) 9. Klub Rychlých šípů založen (3. a přejmenovaná verze) 10. Černí jezdci jsou potrestáni (2. verze) 11. Černí jezdci opět poraženi (2. verze) 12. Černí jezdci ruší schůzku (2. verze) 13. Černí jezdci se smiřují (2. verze) | 1. Rychlé šípy plaší pytláky (2. verze) 2. Rychlé šípy hrají divadlo (2. verze) 3. Rychlé šípy u výbuchu patrony (1. verze) 4. Rychlé šípy zkoušejí nového člena (1. verze) 5. Rychlé šípy vítají Mirka Dušína (1. verze) 6. Rychlé šípy pronásledují Bambuse (1. verze) 7. Rychlé šípy zachraňují kočku (1. verze) 8. Rychlé šípy s bednou provazů (1. verze) 9. Rychlé šípy pletou sítě (1. verze) 10. Rychlé šípy na výzkumech (1. verze) 11. Rychlé šípy staví obojživelný vůz (1. verze) 12. Rychlé šípy na stavbě mládeže (1. verze s původním názvem) |

vyřazený díl
- Rychlé šípy zlepšují odvoz hlíny

reklama na knihu, původně v kánonu
- Rychlé šípy znovu do Stínadel

dodatečně nakreslené díly podle dříve nerealizovaného scénáře
- Rychlé šípy u železničního mostu
- Rychlé šípy zápasí o jedničku
- Rychlé šípy vítězí nad kočičí prackou
- Rychlé šípy bojují o modrou hlínu
- Rychlé šípy pořádají sochařský kurz
- Noční rej strašidel
- Rychlonožka obětí svého vynálezu
- Noční škůdce dopaden
- Tajemné plavidlo
- Rychlonožkova krasojízda
- Rychlé šípy bodují 5 míčků
- Psaníčka domů
- Zátoka létajícího Jindry
- Rychlé šípy zmírají žízní

## Komiksy podle knih

### Záhada hlavolamu
1. Výprask
2. Oběžník Rychlých šípů
3. Někdo je za dveřmi
4. Jarkův ohromný nápad
5. TAM-TAM vychází
6. Neuvěřitelná zpráva
7. Kostelník od sv. Jakuba
8. Vypráví se o Janu Tleskačovi
9. Kdo to přichází ze tmy?
10. Červenáček mlčí
11. Schází pátý špendlík
12. Vzhůru do Stínadel
13. Kostel svatého Jakuba
14. Pátrání v podkroví věže
15. Prozrazeni
16. Kdo je tajemný Em?
17. Slib na posvátném místě
18. Podruhé do Stínadel
19. Ulice, kudy chodilo nebezpečí
20. Prozrazeni
21. Skok do tmy
22. Dopis ze Stínadel
23. Útěk ze Slepé uličky
24. Sešit v černých deskách
25. Tleskačův deník pokračuje
26. Přemýšlejte s námi
27. Poslední chvíle Jana Tleskače
28. Ve Stínadlech to vře
29. Vontové hrozí
30. Vzhůru na Vontskou radu
31. Na pospas Vontům
32. Uprostřed nepřátel
33. Losna je ohromen
34. Výměna tajemství
35. Naslouchací zařízení
36. Výslech
37. Hlasy za ohradami
38. Veliké smíření
39. Zápas o vteřiny
40. Losna bojuje s Mažňákem
41. Losna udivuje Vontskou radu
42. Vše ztraceno

### Stínadla se bouří
1. Únos Jiřího Rymáně
2. Přerušená schůzka
3. Do nepřátelského území
4. Schůze v Myší pasti
5. Prozrazeni
6. TAM-TAM znovu vychází
7. Za tajemným chlapcem Hačiříkem
8. Svazek Rezatých klíčů
9. Ve svatyni Uctívačů ginga
10. Železná dvířka
11. Podivná výstraha
12. Mirek má strach
13. Hrdý zajatec
14. Ze starých Vontských dob
15. Neuvěřitelná zpráva
16. Štětináč nabízí důkazy
17. Bublina dosud žije?
18. Ve sklepním vězení
19. Hádka s Rezatými klíči
20. Útěk Černým korytem
21. Losna vysvětluje
22. Před mrtvým se smeká
23. Vont s vyhaslýma očima
24. Jak vznikl „Večer světel“
25. Velká dohoda
26. Večerní pohřeb
27. Týden smutku
28. Hon na Širokka
29. Širokko dopaden
30. Skrýš je prázdná
31. Pomoc „Žlutému květu“
32. Žlutý květ vítězí

### Tajemství Velkého Vonta
1. Návštěva ze Stínadel
2. Cesta za Velkým Vontem
3. Dejte si pozor, už se stmívá
4. Zajati v opuštěném dvoře
5. Osud visí na plaménku svíčky
6. Noc bude studená a zlá
7. Vzniká první TAM-TAM
8. Kam jdou Dvorečáci?
9. Dvorečáci dostávají těžký úkol
10. Výměna tajemství
11. Co promluvil mrtvý?
12. Za Koňskou hlavou, za Bručounem
13. Konec přátelství
14. Tři úžasné zprávy
15. Výprava Sběrače v pasti
16. Rozsudek
17. Rejholec se vykrucuje
18. Boj ve sklepě
19. Co je to Kocouří hrádek?
20. Zákoutí je prázdné
21. Uvnitř Kocouřího hrádku
22. Velký Vont žádá o pomoc
23. Zděšení Bratrstva kočičí pracky
24. Po stopách dávného příběhu
25. Kdo byl posledním pronásledovatelem?
26. Tudy utíkal Karel Dymorák
27. Rejholec vyčítá Cizinci
28. Není radno bloumat po půdách
29. Poselství z koše
30. Bitka v Cizincově doupěti
31. Zmařené plány
32. Žlutý květ přesvědčuje nevěřící
33. Vyhraje Žlutý květ volby?
34. Modrý zázrak